# Landschaftsverband Rheinland

Logo des LVR (seit 2009)

Ehemaliges Logo des LVR (vor 2009)

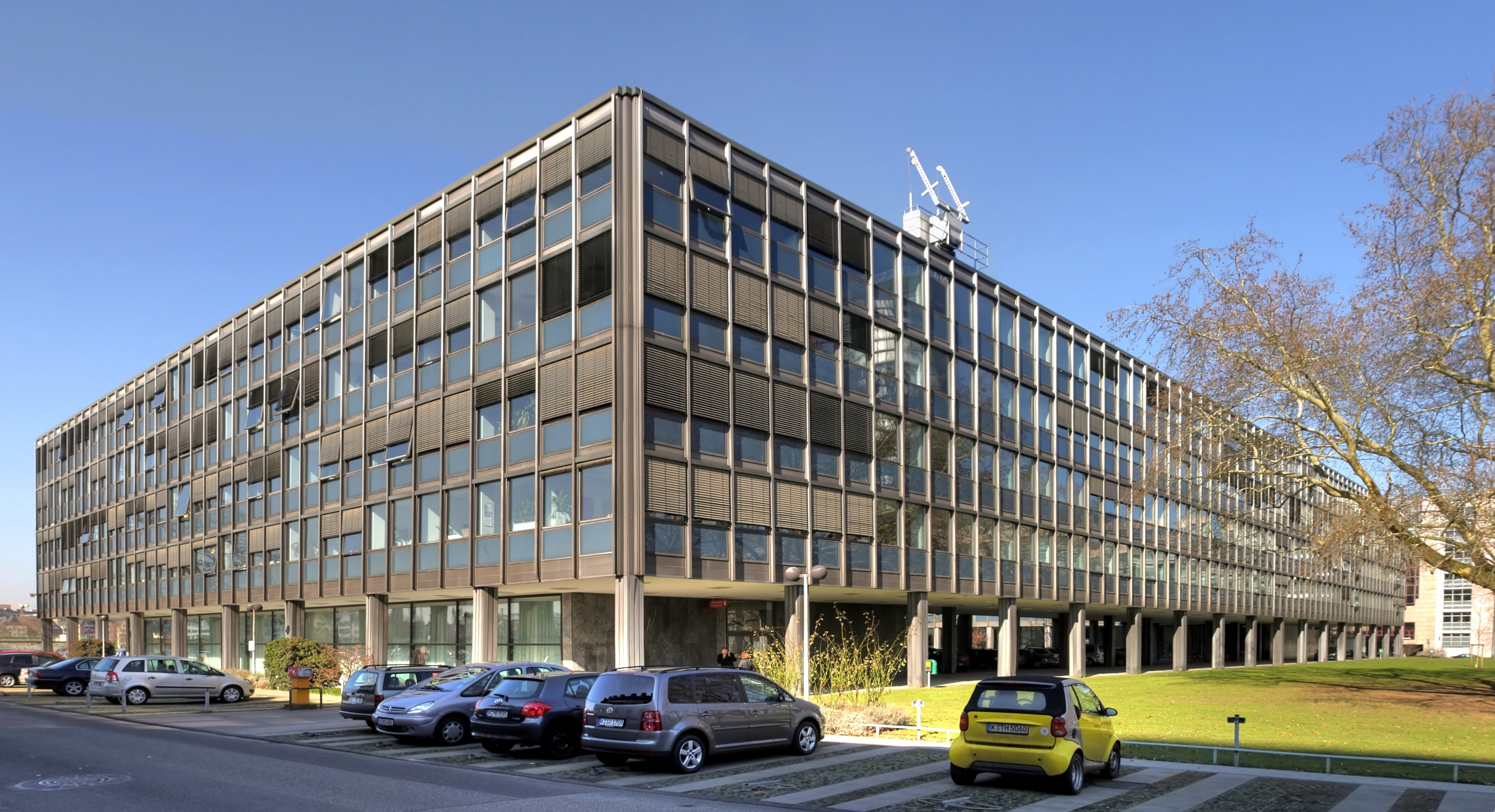
Das Landeshaus als Hauptsitz des LVR in Köln-Deutz

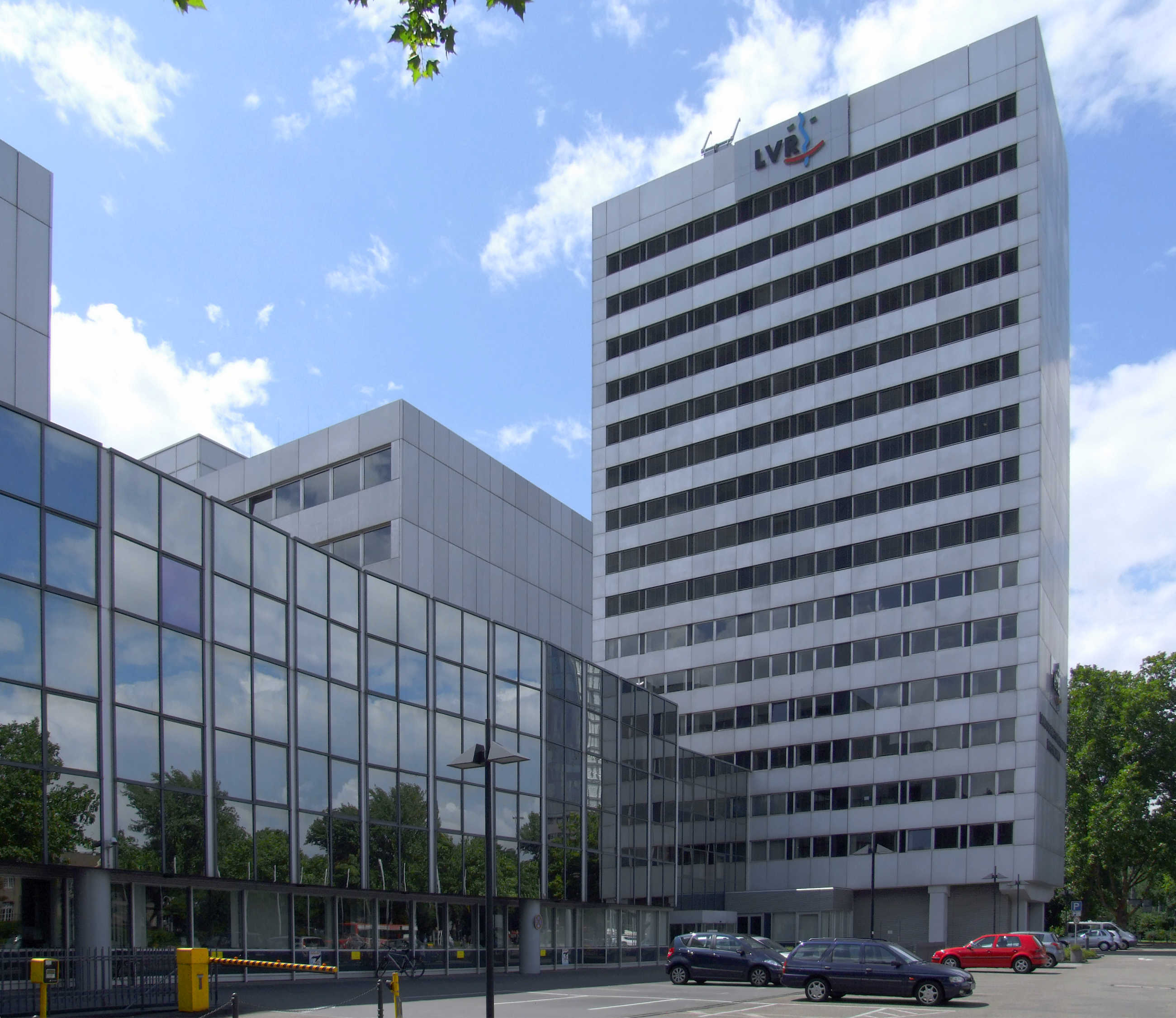
LVR-Haus in Köln-Deutz gegenüber dem Bahnhof Köln Messe/Deutz vor seinem Abriss 2021

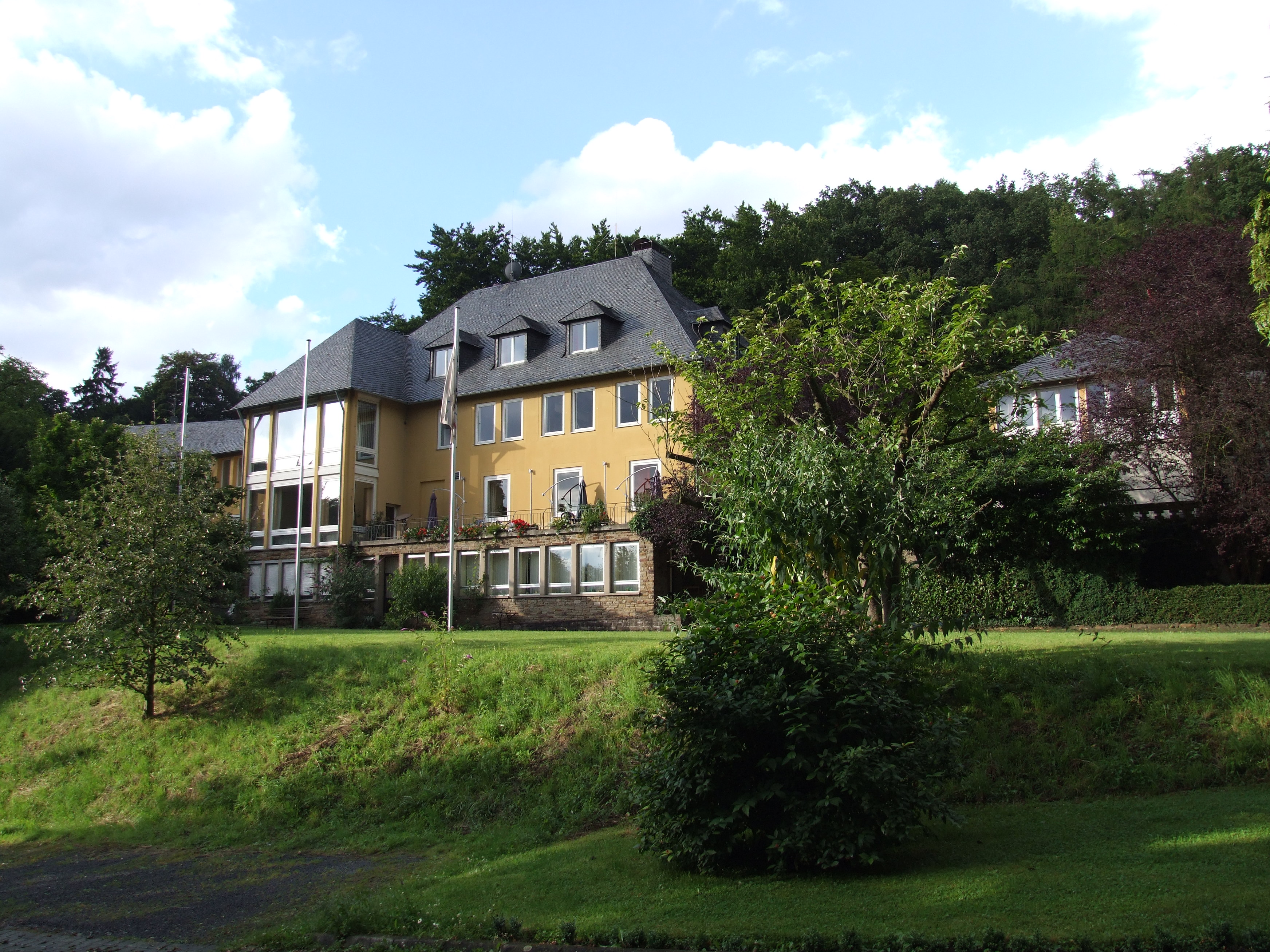
Ehemalige Fortbildungsstätte Haus Heisterberg des LVR in Königswinter

Der Landschaftsverband Rheinland (LVR) ist einer der beiden 1953 gebildeten Landschaftsverbände in Nordrhein-Westfalen und eine Körperschaft des öffentlichen Rechts ohne Gebietshoheit in Nordrhein-Westfalen mit Sitz in Köln. Er übernahm 1953 die dort gelegenen Einrichtungen und Aufgaben des Provinzialverbandes der Rheinprovinz.
Der LVR nimmt als höherer Kommunalverband im Rahmen der kommunalen Selbstverwaltung regionale Aufgaben für ein Gebiet mit knapp 10 Millionen Einwohnern wahr. Er finanziert sich durch eine Umlage, die seine Mitgliedskörperschaften erbringen. Der Zuständigkeitsbereich umfasst den nordrhein-westfälischen Landesteil Rheinland mit den Regierungsbezirken Köln und Düsseldorf und entspricht damit dem historischen nördlichen Teil der ehemaligen preußischen Rheinprovinz. Der LVR ist Mitglied im Deutschen Städtetag, im Deutschen Landkreistag und im Deutschen Städte- und Gemeindebund.

## Organisation

### Rechtliche Grundlagen
Der LVR arbeitet auf Grundlage der Landschaftsverbandsordnung Nordrhein-Westfalen (LVerbO) von 1994. Die LVerbO legt die Struktur der politischen Gremien und die Aufgaben der Landschaftsverbände in Nordrhein-Westfalen fest. In diesem Rahmen besitzt der LVR eine eigene Satzung.

### Mitgliedskörperschaften
Mitglied im LVR sind gemäß Landschaftsverbandsordnung alle kreisfreien Städte und Kreise im Verbandsgebiet.
Kreise und ihnen gleichgestellte Gebietskörperschaften
- Kreis Düren
- Rhein-Erft-Kreis
- Kreis Euskirchen
- Kreis Heinsberg
- Kreis Kleve
- Kreis Mettmann
- Rhein-Kreis Neuss
- Oberbergischer Kreis
- Rheinisch-Bergischer Kreis
- Rhein-Sieg-Kreis
- Kreis Viersen
- Kreis Wesel
- Städteregion Aachen

Kreisfreie Städte
- Bonn
- Duisburg
- Düsseldorf
- Essen
- Köln
- Krefeld
- Leverkusen
- Mönchengladbach
- Mülheim an der Ruhr
- Oberhausen
- Remscheid
- Solingen
- Wuppertal

### Politische Vertretung

#### Landschaftsversammlung
Oberstes Gremium des LVR ist die Landschaftsversammlung Rheinland (auch bekannt als Rheinischer Rat), die in der Tradition des Provinziallandtags der Rheinprovinz steht. Sie setzt sich zusammen aus Vertreterinnen und Vertretern der Mitgliedskörperschaften. Die politische Zusammensetzung wird nach den Kommunalwahlen jeweils angepasst. Die Landschaftsversammlung beschließt den Haushalt des LVR, wählt den Landesdirektor, die Landesräte und den Landesausschuss und richtet Fachausschüsse ein. Vorsitzende der Landschaftsversammlung ist seit 2018 Anne Henk-Hollstein (CDU).

#### Landschaftsausschuss
Der Landschaftsausschuss ist das zentrale politische Steuerungsorgan des Landschaftsverbandes. Er bildet sich aus dem Vorsitzenden der Landschaftsversammlung und bis zu 16 weiteren Mitgliedern, die durch die Landschaftsversammlung gewählt werden. Er bereitet die Beschlüsse der Landschaftsversammlung vor und führt sie durch, stimmt die Tätigkeit der weiteren Ausschüsse aufeinander ab und überwacht die Verwaltungsführung des Landesdirektors.

### Verwaltung
Der LVR beschäftigt mehr als 20.000 Mitarbeiter an zahlreichen Standorten. Neben der eigentlichen Verwaltung handelt es sich hierbei vor allem um Personal der Kliniken und Schulen.

#### Landesdirektor und Landesräte
Der Direktor des Landschaftsverbandes Rheinland leitet die Verwaltung des Landschaftsverbandes und vertritt ihn nach außen. Er wird durch die Landschaftsversammlung für die Dauer von acht Jahren gewählt. Aktuelle Amtsinhaberin ist Ulrike Lubek. Ihre Vorgänger waren:
- 1954–1975: Udo Klausa
- 1975–1980: Helmut Czischke
- 1980–1987: Bert Fischbach
- 1987–1995: Dieter Fuchs
- 1995–2001: Ferdinand Esser
- 2001–2007: Udo Molsberger
- 2007–2010: Harry Voigtsberger

Dem Landesdirektor zur Seite stehen bis zu neun Landesräte als Beamte, die ebenfalls durch die Landschaftsversammlung für die Dauer von acht Jahren gewählt werden. Sie fungieren als Leiter der einzelnen Verwaltungsdezernate des LVR. Der sogenannte Erste Landesrat ist Vertreter des Landesdirektors.

#### Verwaltungsgebäude
Hauptsitz des Landesverbandes ist das Landeshaus in Köln-Deutz. Das Landeshaus ist Sitz der Zentralverwaltung des Verbandes; hier finden ebenso die Sitzungen der Landschaftsversammlung und der Ausschüsse des LVR statt. Von 1954 bis 1959 befand sich der Sitz des LVR im Landeshaus Düsseldorf in Düsseldorf-Carlstadt. Unweit des Landeshauses befindet sich das sogenannte Horion-Haus, das sich an den Kölntriangle anschmiegt.
Bis 2021 lag am Ottoplatz (Köln) direkt gegenüber dem Bahnhof Köln Messe/Deutz das LVR-Haus. Dieses soll (Stand Januar 2022) April 2021 bis 2025 Stück für Stück zurückgebaut und abgerissen werden, um dann einem Neubau an der gleichen Stelle zu weichen. Der Neubau soll ein 18-geschossiges Hochhaus mit 6-geschossigen anliegenden Bauten sein, in dem sich über 1000 Arbeitsplätze befinden. Der Bau soll Konferenz- und Schulungsräume, Ausstellungsflächen und eine Cafeteria beinhalten. Im Oktober 2021 wurde eine 3–4-monatige Verzögerung der Baumaßnahmen bekannt gegeben. Grund dafür ist eine asbesthaltige Antidröhnmasse, die in den 1960er Jahren auf die Fassade aufgetragen wurde und nun aufwändig abgetragen werden muss, ohne dass der Schadstoff in die Umwelt gelangt. Bis Januar 2022 wurde der Großteil der silbernen Fassadenverkleidung abgetragen. Der darunter schwarz sichtbare Belag ist der Asbest-belastete Werkstoff aus den 1960er Jahren.

## Aufgaben
Die Aufgaben des LVR sind in der Landschaftsverbandsordnung festgelegt. Sie gehören zu den drei Teilbereichen Soziale Aufgaben, Jugendhilfe und Gesundheitsangelegenheiten, Landschaftliche Kulturpflege und Kommunalwirtschaft. Neue Aufgaben können dem LVR nur durch Landesgesetz, nicht durch die Mitgliedskörperschaften übertragen werden.

### Soziale Aufgaben, Jugendhilfe und Gesundheitsangelegenheiten
Der LVR erfüllt Aufgaben in der Behinderten- und Jugendhilfe und der Psychiatrie. Er ist einer der größten Leistungsträger für Menschen mit Behinderungen in Deutschland, betreibt 41 Schulen, neun Kliniken und drei Netze heilpädagogischer Hilfen. Der Landschaftsverband ist im Bereich der Inklusion tätig, beispielsweise durch den Betrieb von 38 Förderschulen für sehbehinderte, gehörlose oder körperlich behinderte Kinder und Jugendliche sowie durch kulturelle Angebote wie die „Tage der Begegnung“ und die Initiative „Karneval für alle“.

#### Kliniken in Trägerschaft des LVR
- LVR-Klinik Bedburg-Hau
- LVR-Klinik Bonn
- LVR-Klinik Mönchengladbach
- LVR-Klinik Düren
- LVR-Klinik Düsseldorf, zugleich Universitätsklinikum der Heinrich-Heine-Universität Düsseldorf
- LVR-Klinik Essen, zugleich Universitätsklinikum der Universität Duisburg-Essen
- LVR-Klinik Köln, zugleich Lehrkrankenhaus der Universität zu Köln
- LVR-Klinik Langenfeld
- LVR-Klinik Viersen
- LVR-Klinik für Orthopädie Viersen[17]
- LVR-HPH-Netz (vormals: Heilpädagogische Heime) in Bedburg-Hau, Langenfeld und Viersen

#### Schulen in Trägerschaft des LVR
- LVR-Berufskolleg (vormals: Rheinisch-Westfälisches Berufskolleg), Bedburg-Hau und Düsseldorf
- LVR-Schule für Kranke (vormals: Rheinische Schule für Kranke), Bedburg-Hau und Viersen
- LVR-Förderschulen (vormals Rheinische Förderschule) mit 38 Standorten

### Landschaftliche Kulturpflege
Der LVR betreibt mehrere Museen und Kulturdienststellen. Er fungiert als Denkmalpflegeamt für das Rheinland und ist zuständig für die Archivpflege. Ein besonderes Augenmerk legt der LVR auf die Erforschung von Kultur und Brauchtum im Rheinland. Der LVR verantwortet das Angebot Kultur.Landschaft.Digital. (kurz KuLaDig), ein "LVR-Informationssystem über die historische Kulturlandschaft".

#### Museen und Gedenkstätten in Trägerschaft des LVR
- LVR-Industriemuseum (vormals: Rheinisches Industriemuseum), Standorte:
  - Papiermuseum Alte Dombach, Bergisch Gladbach
  - Kraftwerk Ermen & Engels, Engelskirchen
  - Tuchfabrik Müller, Euskirchen
  - Zinkfabrik Altenberg, Oberhausen
  - „St.-Antony-Hütte“, Oberhausen
  - Textilfabrik Cromford, Ratingen
  - Gesenkschmiede Hendrichs, Solingen
- LVR-Landesmuseum Bonn (vormals: Rheinisches Landesmuseum)
- LVR-Archäologischer Park Xanten (kurz: APX) und LVR-RömerMuseum, Xanten
- Max-Ernst-Museum, Brühl
- LVR-Freilichtmuseum Kommern (vormals: Rheinische Freilichtmuseen)
- LVR Freilichtmuseum Lindlar
- MiQua. LVR-Jüdisches Museum im Archäologischen Quartier Köln
- LVR-Kulturhaus Landsynagoge Rödingen
- LVR-Kulturzentrum Abtei Brauweiler mit Gedenkstätte

#### Weitere Kulturdienststellen des LVR
- LVR-Institut für Landeskunde und Regionalgeschichte (vormals: Amt für Rheinische Landeskunde), Bonn
- LVR-Amt für Denkmalpflege im Rheinland, Pulheim-Brauweiler
- LVR-Amt für Bodendenkmalpflege im Rheinland, Bonn, mit Außenstellen in Xanten, Overath, Titz und Nideggen
- LVR-Archivberatungs- und Fortbildungszentrum (kurz: LVR-AFZ), Pulheim-Brauweiler
- LVR-Zentrum für Medien und Bildung (vormals Medienzentrum Rheinland), Düsseldorf
- rheinlandkultur (vormals: Rheinland-Verlag- und Betriebsgesellschaft mbh [RVBG]) zur Abwicklung kaufmännischer Tätigkeiten und Besucherbetreuung in den oben aufgeführten LVR-Museen, Pulheim-Brauweiler

### Kommunalwirtschaft
Der LVR ist ausführendes Organ der Rheinische Versorgungskassen, welche unter anderem die Abwicklung von Beamtenpensionen, Beihilfeleistungen und Betriebsrenten für die kommunalen Beamten im Verbandsgebiet übernehmen. Aus der Tradition des Provinzialverbandes heraus umfasst das Zuständigkeitsgebiet hier auch den Südteil der ehemaligen Rheinprovinz im heutigen Rheinland-Pfalz.

### Weitere Einrichtungen
Mit der LVR-InfoKom (vormals: LVR-Amt für Informationsverarbeitung und Kommunikationstechnik) betreibt der LVR einen eigenen IT-Dienstleister.

## Sonstiges

### Heraldik
| Wappen des Landschaftsverbandes Rheinland | Blasonierung: „Das Wappen des Landschaftsverbandes Rheinland zeigt in einem grünen Feld einen schrägrechten silbernen Wellenbalken und darüber in einem silbernen Schildhaupt einen auffliegenden schwarzen Adler mit goldenem Schnabel und goldenen Fängen.“ |
| Wappen des Landschaftsverbandes Rheinland | Wappenbegründung: Das Wappen zeigt im unteren Teil auf grünem Grund in Weiß/Silber einen Fluss (den Rhein), der in südöstlich-nordwestlicher Richtung, im Bild also von links unten nach rechts oben, fließt. Im oberen Teil befindet sich auf weißem Grund in Schwarz-Gold-Weiß der nach links blickende preußische Adler mit ausgebreiteten Flügeln und abgespreizten Krallen. Die Farben schwarz und weiß sowie der Adler selbst symbolisieren den Preußischen Staat, zu dem die Rheinprovinzen gehörten. |

### Ehrungen
Der LVR vergibt folgende Ehrungen:
- Rheinlandtaler, seit 1976 an verdiente Bürger der Region und des angrenzenden Auslandes
- Ehrenring des Rheinlandes, seit 2001 an Persönlichkeiten, die sich in besonderer Weise um den Gedanken der kommunalen Selbstverwaltung verdient gemacht haben
- LVR-Ehrenpreis für soziales Engagement, seit 2006 an Persönlichkeiten, die sich in besonderer Weise für die Belange von Menschen, die Unterstützung benötigen, eingesetzt haben
- Paul-Clemen-Preis, seit 1936 an junge Kunsthistoriker, die über Werke und Fragen der Kunst im Rheinland arbeiten
- LVR-Wissenschaftspreis, seit 1956 für besonders qualifizierte wissenschaftliche Arbeiten über Themen der rheinischen Landeskunde im Bereich der Geisteswissenschaften wie auch der Naturwissenschaften
- Luise-Straus-Preis, 2014 als Frauenkulturpreis ausgelobt, umbenannt 2019 in Luise-Straus-Preis. Damit ehrt und fördert der LVR das künstlerische Schaffen von Frauen, die eigene Wege im Kunstbetrieb suchen
- Leo-Breuer-Förderpreis, seit 1999.  Damit zeichnet der LVR Künstler aus, „die sich in besonderem Maße mit der Darstellung des Konkret-Konstruktiven auseinandersetzen“
- Mitmän-Preis, ausgelobt an Menschen bis 27 Jahre, die sich für Projekte einsetzen, die das Rheinland inklusiver machen